# Beilschmiedia cuspidata
Espèce
Synonymes
- Tylostemon cuspidatus K.Krause[1]

Beilschmiedia cuspidata est une espèce de plantes à fleurs de la famille des Lauraceae et du genre Beilschmiedia selon la classification phylogénétique.

## Découverte et description
Beilschmiedia cuspidata est une plante endémique du Cameroun. On la trouve également au Congo.